# 少女スーツケース詰め殺人事件
少女スーツケース詰め殺人事件（しょうじょスーツケースづめさつじんじけん）とは、2005年（平成17年）5月に千葉県松戸市で発生した強盗殺人事件である。

## 概要
2005年（平成17年）5月3日、宮城県加美町一本杉の日焼けサロン店員の女性（当時19歳）が千葉県松戸市のフリーターの男（当時23歳）に絞殺された。男はJR新宿駅東口で女性と知り合い、自宅アパートに連れ込んだ後、寝ていた女性の財布からキャッシュカードを盗んだ。その後、カードがなくなっていることに気付いた女性に詰問されたため、発覚を恐れて女性の首を腕で絞めて殺害し財布などを奪った。
2005年（平成17年）5月7日、新宿警察署特別捜査本部は男を死体遺棄容疑で逮捕した。男の自供から、柏市名戸ヶ谷の水田に遺棄されたスーツケースの内部から女性の遺体が発見された。また、男が「女性を自宅で殺害した」と供述したため、特別捜査本部は殺人容疑でも追及した。
2005年（平成17年）5月18日、新宿警察署特別捜査本部は男を強盗殺人容疑で再逮捕した。
2005年（平成17年）6月8日、東京地検は男を窃盗、強盗殺人、死体遺棄罪で起訴した。また、友人などからノートパソコンを騙し取った詐欺容疑や自宅アパートの備品を横領した容疑についても立件を進めた。
2005年（平成17年）6月24日、東京地検は男を詐欺、横領などの罪で追起訴した。

## 加害者と被害者
犯人の男はフリーターでパチスロや消費者金融などから借金を重ねていた。事件の2年前にも埼玉県の女性をホテルに連れ込んでキャッシュカードを奪って現金7万円を引き出すという、今回と同じような事件を起こしていた。このときは女性との間に示談が成立して起訴猶予処分となる。そして今回、被害者の女性を自宅に誘い込み、キャッシュカードと携帯電話などを奪ったが現金を引き出せなかったため、女性を殺害し、現金1万2000円の入った財布を奪った。
この後、男は被害者女性の携帯電話を使って実家にいた母親に連絡する。男は「女性に現金8000円を盗まれた。弁償すれば告訴を取り下げる」と自らが被害者であり、女性が加害者であるかのようなふりをしてキャッシュカードの暗証番号を聞き出そうとしたのである。さらに警察官を装って示談金名目で被害者女性の知人から金を騙し取ったりもした。このような行為が、かえって警察に犯人特定を進めさせる決定的要因となった。
被害者の女性は青森県八戸市出身で、3人姉妹の末娘だった。事件前の3月に父が死去したため、宮城県で働くために実家を出た。家族想いの少女で、母の日にカーネーションやチーズケーキを贈り、父が亡くなって寂しい思いをしていた母を気遣ってか、姉たちと1万円を出し合って5月8日の母の日に東京への旅行券をプレゼントする予定だったという。東京に来ていたのは、ゴールデンウィークを利用して下見を兼ねていたという。

## 裁判
初公判で被告人は起訴内容を全面的に認め、検察側は被告人に無期懲役を求刑した。
2005年（平成17年）11月10日、東京地裁（小川正持裁判長）は「パチスロで金に窮し、声をかけて親しくなった女性から金をせびろうと考えた。思い通りにならず殺害して金品を奪ったという動機はあまりに身勝手で愚かしい」として求刑通り無期懲役の判決を言い渡した。
判決では、犯行態様について「柔道経験のある被告人が、必死に抵抗する女性に対して体重をかけながら頸部を絞め続けた強固な殺害意思に基づく冷酷な犯行」と指摘。また、友人などに対する窃盗や詐欺については「被告人に対する信頼を裏切る卑劣な犯行」と非難した。
その上で「まだ19歳と若い被害女性の命が奪われた結果は誠に重大。被告人に前科がないことや見舞金300万円を支払ったことなどを考慮しても酌量減軽すべき余地はない」として無期懲役が相当と結論付けた。
この他にも「被害者は親元を離れて自立した生活を始めたばかりだった。被告人の身勝手極まりない犯行により突如として将来のすべてを奪われた無念さは多大だろう」と被害者の心情にも触れている。